# Борнхайм (Рейнланд)
Борнхайм (нем. Bornheim) — город в Германии, в земле Северный Рейн-Вестфалия.
Подчинён административному округу Кёльн. Входит в состав района Рейн-Зиг. Население составляет 48 531 человек (на 31 декабря 2010 года). Занимает площадь 82,72 км². Официальный код — 05 3 82 012.
Город подразделяется на 14 городских районов.

## Фотографии

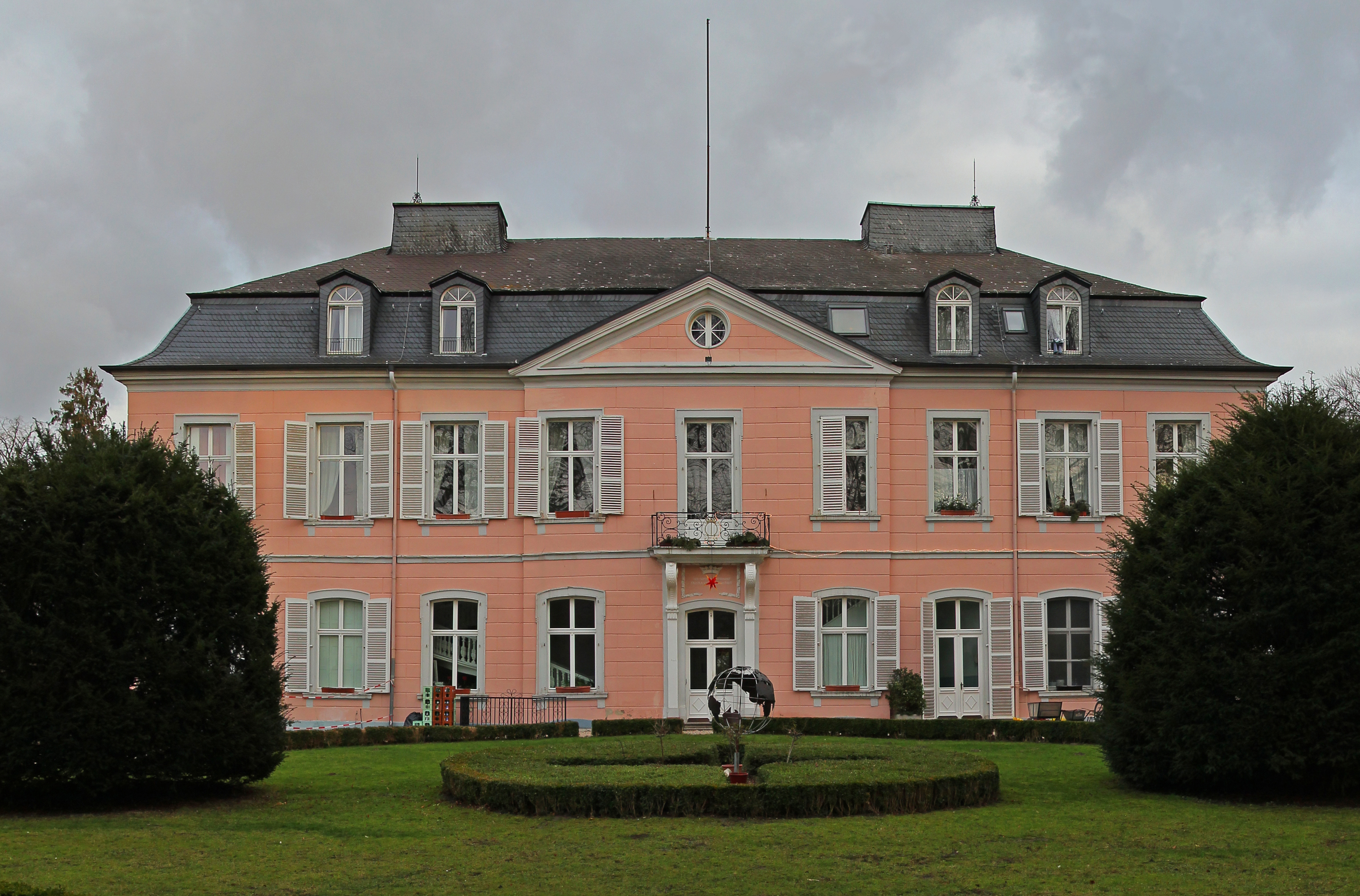
Дворец
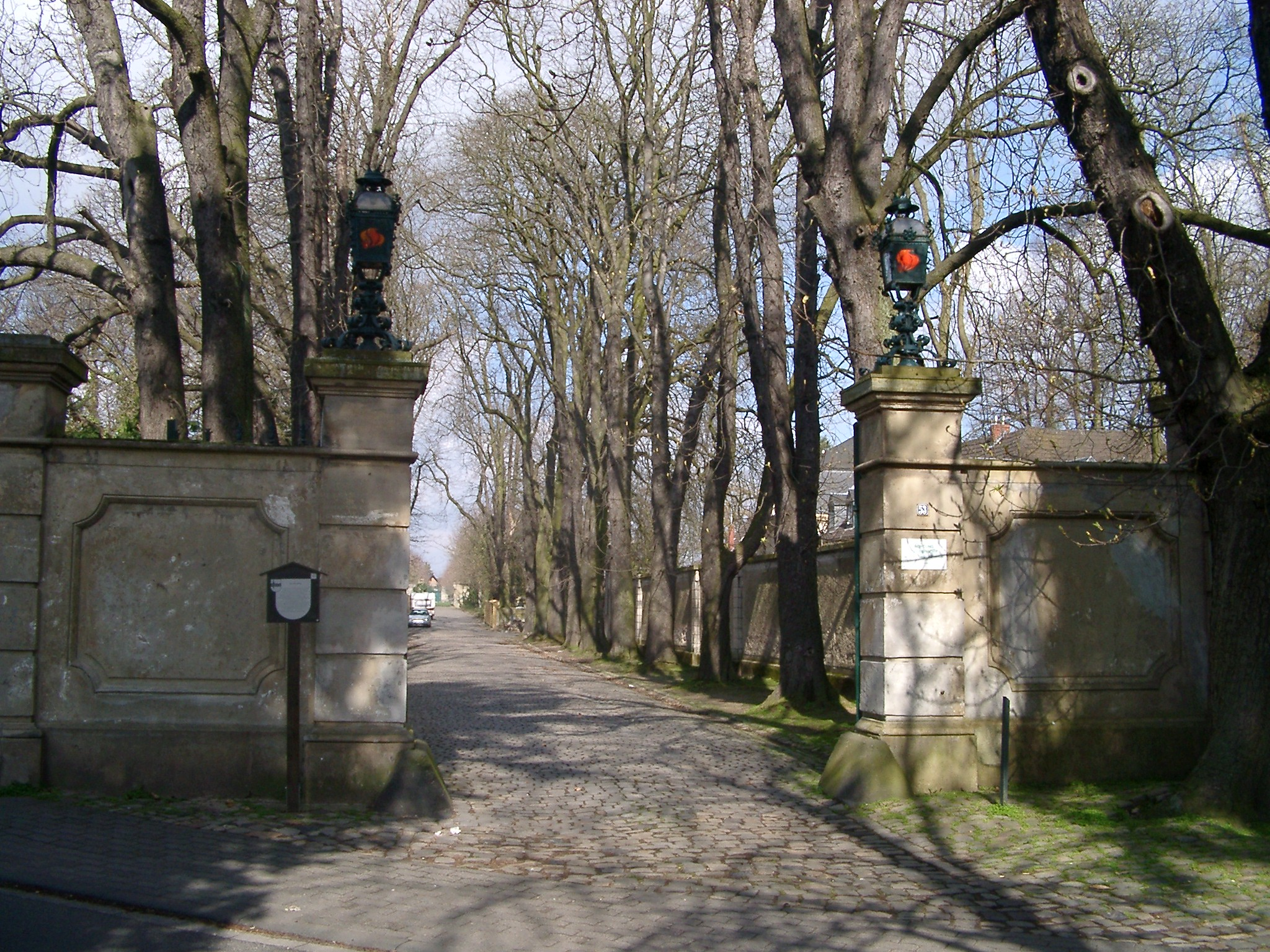
Аллея
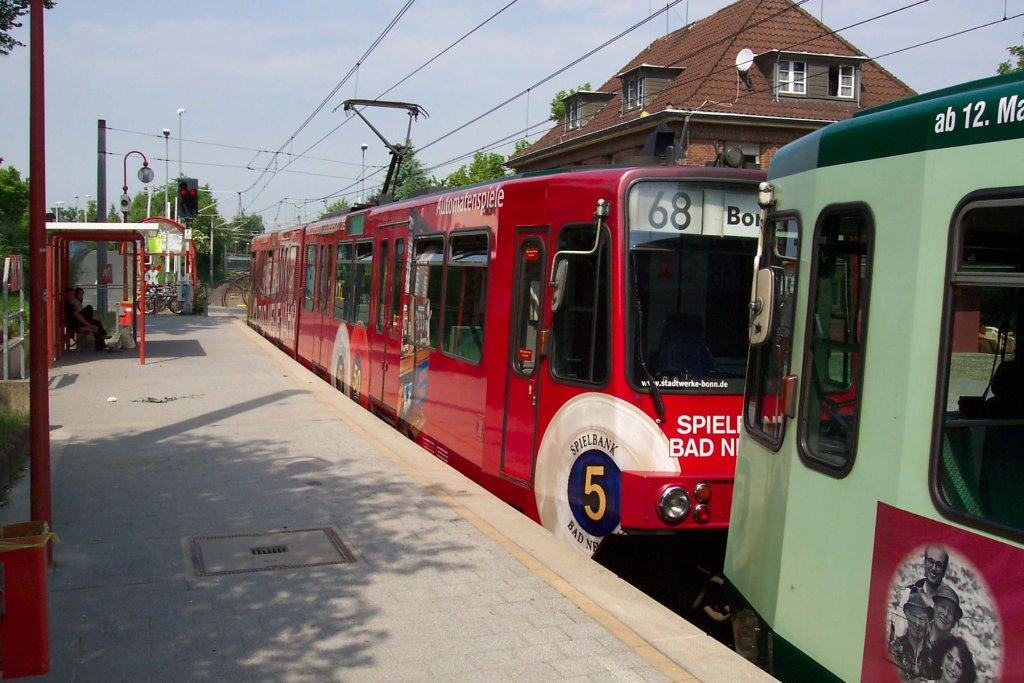
станция скоростного трамвая
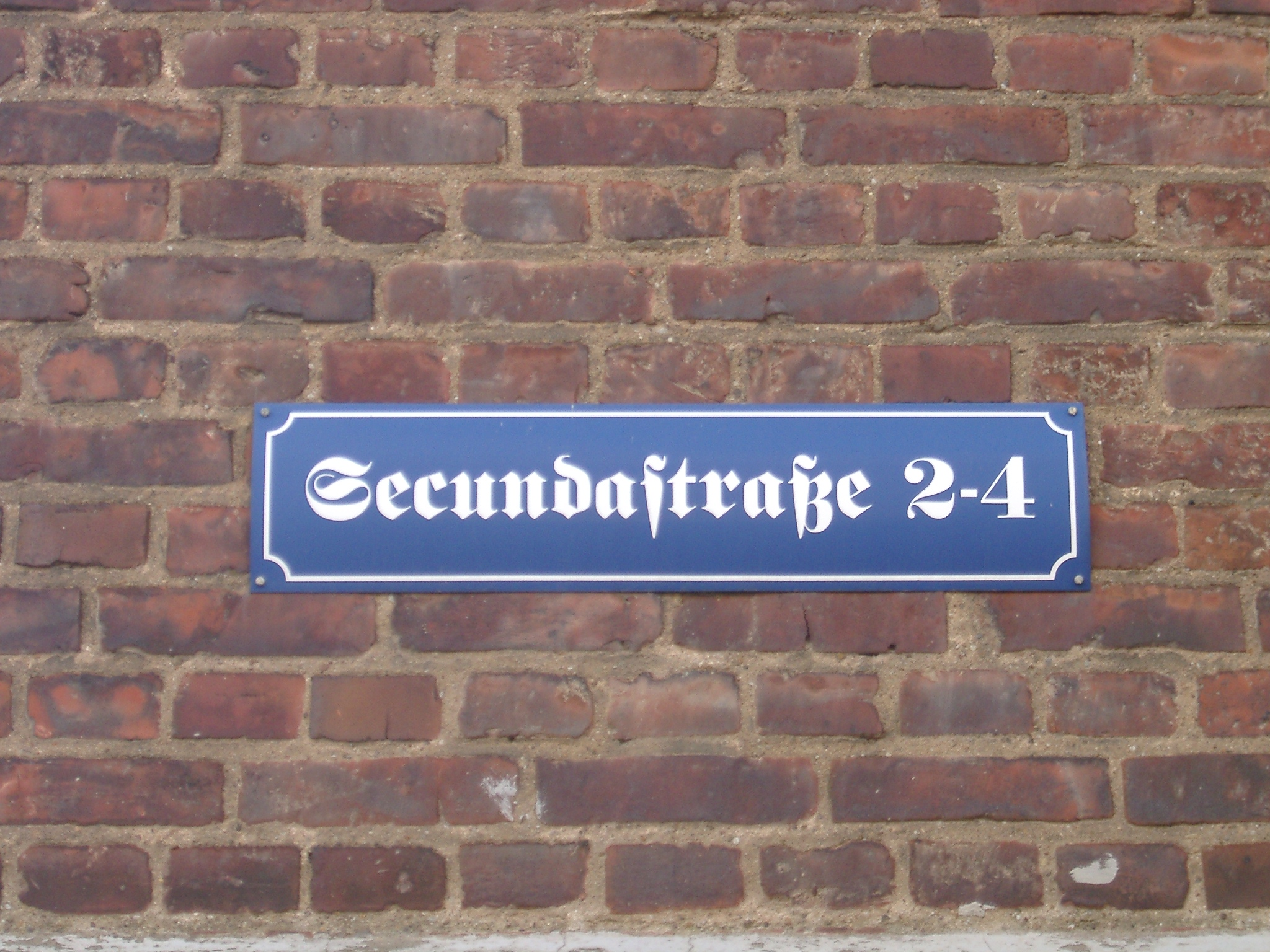

## Города-побратимы
- Митвайда ( Германия)
- Заверце ( Польша)